# LG X 스크린
LG X 스크린(LG X Screen)은 LG전자가 2016년 2월 모바일 월드 그레스 2016에서 공개하고, 2016년 3월 23일 출시한 보급형 스마트폰이다. LG X 시리즈의 모델이며, 세컨드 스크린과 120도 광각 전면 카메라가 특징이다.

## 운영 체제 / 소프트웨어
안드로이드 7.0 누가를 탑재하여 출시했다. 이후 2019년 7월1일, 안드로이드 9.0 파이 업데이트를 시행했다.
LG UX 7.0이 적용되었다. 마찬가지로 LG Bridge 또는 OTP를 통해 업데이트가 가능하다.

## 재질
겉으로 보기에는 후면 유리처럼 보일 수 있으나, 실제로는 유리가 아닌 유리섬유이다.

## 특수 기능

### 노크 코드
화면이 꺼진 상태에서 설정한 패턴대로 화면을 터치하면 화면이 켜짐과 동시에 잠금도 함께 풀리는 기능이다. LG G2에서 처음 공개되었다.

### 세컨드 스크린
LG V10 이후 두번째로 세컨드 스크린이 적용되었다. 삼성전자의 엣지 디스플레이와 비슷하지만, 엣지와 다르게 독립된 한 패널로 이루어져 있다. 메인 화면이 꺼져 있거나 켜져 있을 때 시간을 표시하거나 뮤직 플레이어를 표시할 수 있다. 메인 화면이 켜져 있을 때에는 멀티태스킹 기능, 자주 쓰는 앱 바로가기, 자주 연락하는 연락처 접근, 전화 수신 등을 할 수 있다.

### 전면 광각 카메라
전면에 광각 120도의 카메라를 넣어서 보다 넓은 화각으로 사진을 촬영할 수 있다. 다만 전면에 일반 카메라와 광각 카메라를 모두 넣었던 LG V10과는 다르게 전면에 일반 카메라가 없고 오직 광각 120도 카메라만 탑재되어 있다. 다시말해 전면 카메라 사용 시 일반 모드와 광각 모드를 선택할 수 있었던 LG V10과는 다르게 모드를 선택할 수 없고 오직 광각 모드로만 쓸 수 있다.

## 문제점

### 후면 들뜸 현상
일부 기기에서 후면이 파이는 현상이 많이 일어난다.

### 백라이트
백라이트가 밝지 못하며, LG V10과 비슷한 현상이 일어났다.

## 색상
- 블랙
- 화이트
- 핑크골드

## 같이 보기
- LG V10
- LG V20
- LG X
- LG X 캠
- LG X 스킨
- LG X 파워
- LG X5 (X 맥스)
- LG X 마하